# Thái Nguyên
Thái Nguyên è una città del Vietnam, capitale e città più popolosa della provincia di Thai Nguyen. È classificata come città di prima classe ed è il nono centro abitato più grande del paese. 
Nota in tutto il Vietnam per il tè, è stata anche la sede della prima acciaieria del Vietnam. L'università cittadina è riconosciuta di interesse regionale dal governo.